# Liart
Liart est une commune française, située dans le département des Ardennes en région Grand Est.

## Géographie

### Localisation

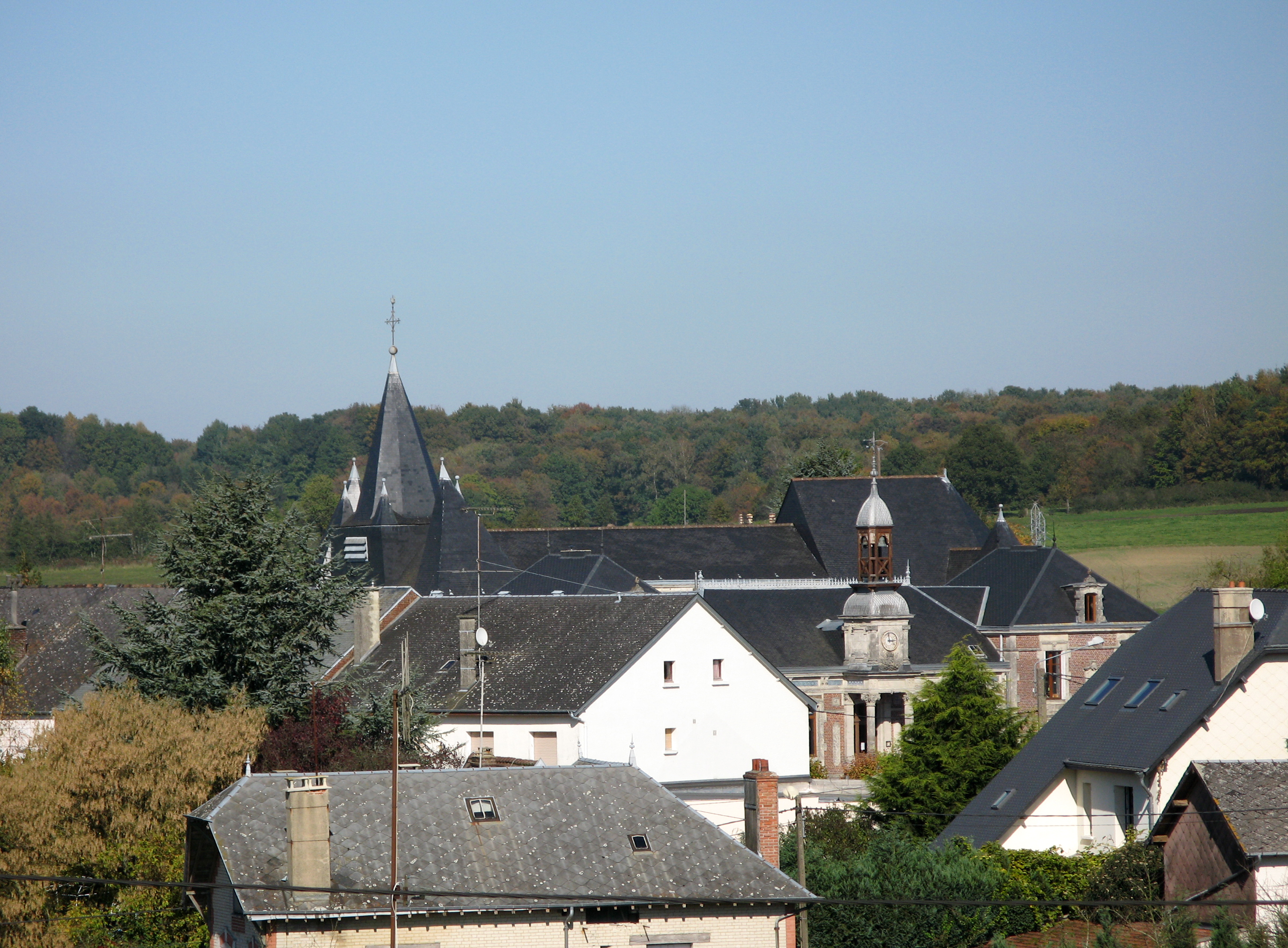
Panorama sur les toits de l'église et de l'hôtel de ville.

Liart est un bourg rural des Ardennes, situé à vol d'oiseau à 18 km au nord-est de Rozoy-sur-Serre, 32 km à l'est de Vervins, 25 km au sud-est d'Hirson, 21 km au sud de la frontière franco-belge et à 72 km de Charleroi, et à 27 km de Charleville-Mézières.
Liart a adhéré à la charte du parc naturel régional des Ardennes, à sa création en décembre 2011.
La commune se trouve dans la zone d'emploi et dans le bassin de vie de Charleville-Mézières.

### Communes limitrophes
Les communes limitrophes sont  Aouste, La Férée, Logny-Bogny, Maranwez, Marlemont et Prez.
| Aouste              | Prez     |             |
| La Férée            | Liart    | Logny-Bogny |
| Saint-Jean-aux-Bois | Maranwez | Marlemont   |

### Géologie et relief
La superficie de la commune est de 13,44 km2 ; son altitude varie de 192  à   283 mètres.

### Hydrographie

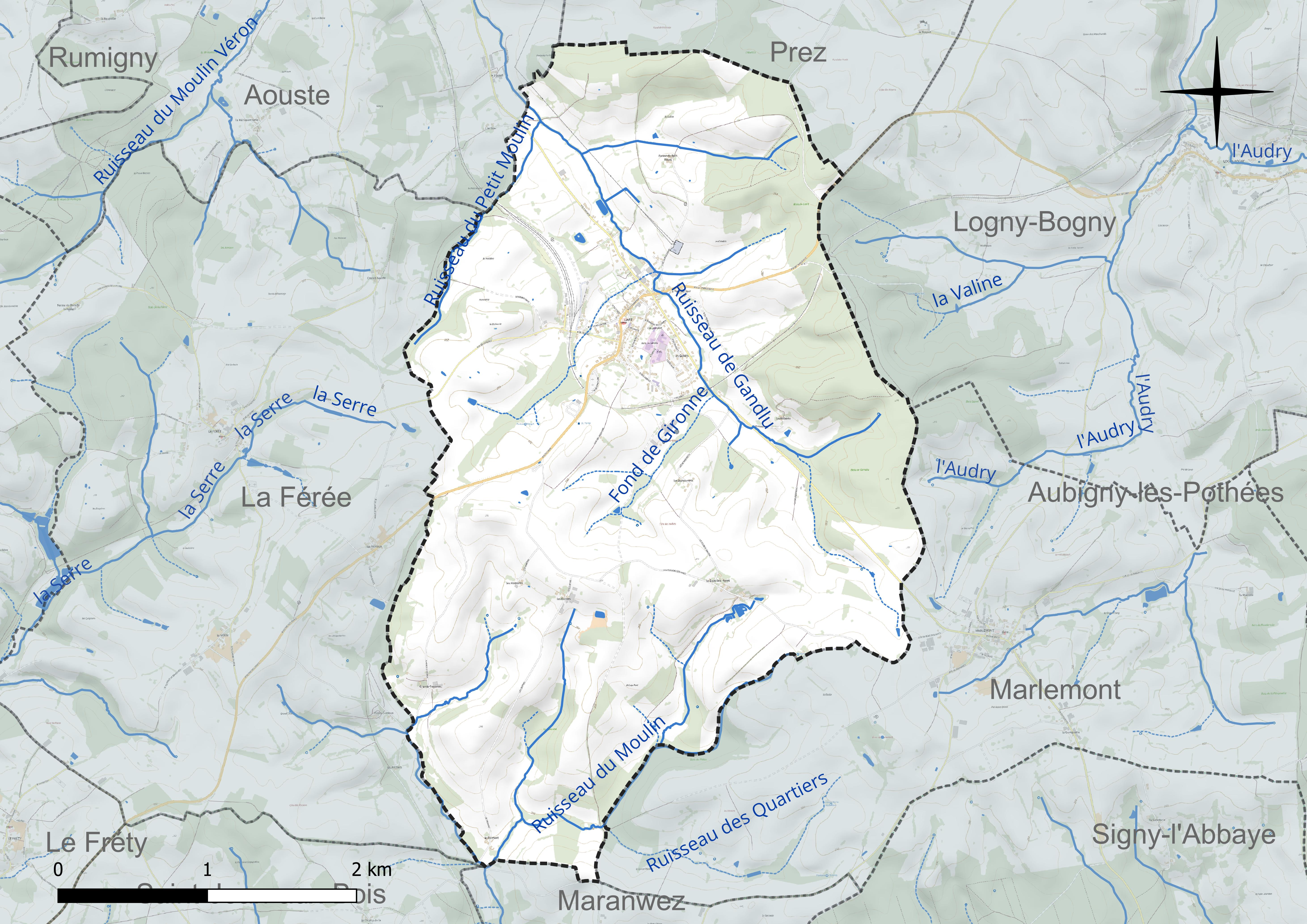
Réseau hydrographique de Liart.

La commune est traversée par la ligne de partage des eaux entre les bassins hydrographiques Rhin-Meuse et Seine-Normandie. Elle est drainée par le ruisseau de Gandlu, le ruisseau du Petit Moulin, le Fond de Gironne, le Fossé 01 de la commune de Liart, le cours d'eau 01 de la Cullée, le ruisseau du Moulin, le ruisseau des Quartiers, le ruisseau de Claire Fontaine, le cours d'eau 03 de la Garenne, le cours d'eau 04 de la commune de Saint-Jean-aux-Bois et le cours d'eau 01 des Petits Cornaux,.

### Climat
Pour des articles plus généraux, voir Climat du Grand Est et Climat des Ardennes.
En 2010, le climat de la commune est de type climat de montagne, selon une étude du Centre national de la recherche scientifique s'appuyant sur une série de données couvrant la période 1971-2000. En 2020, Météo-France publie une typologie des climats de la France métropolitaine dans laquelle la commune est exposée à un climat océanique altéré et est dans la région climatique Nord-est du bassin Parisien, caractérisée par un ensoleillement médiocre, une pluviométrie moyenne régulièrement répartie au cours de l’année et un hiver froid (3 °C).
Pour la période 1971-2000, la température annuelle moyenne est de 9,6 °C, avec une amplitude thermique annuelle de 15,1 °C. Le cumul annuel moyen de précipitations est de 974 mm, avec 14,1 jours de précipitations en janvier et 9,8 jours en juillet. Pour la période 1991-2020, la température moyenne annuelle observée sur la station météorologique de Météo-France la plus proche, « Signy-l'abbaye », sur la commune de Signy-l'Abbaye à 10 km à vol d'oiseau, est de 10,2 °C et le cumul annuel moyen de précipitations est de 1 060,5 mm. 
La température maximale relevée sur cette station est de 40 °C, atteinte le 25 juillet 2019 ; la température minimale est de −20,5 °C, atteinte le 17 janvier 1985,,.
Les paramètres climatiques de la commune ont été estimés pour le milieu du siècle (2041-2070) selon différents scénarios d'émission de gaz à effet de serre à partir des nouvelles projections climatiques de référence DRIAS-2020. Ils sont consultables sur un site dédié publié par Météo-France en novembre 2022.

## Urbanisme

### Typologie
Au 1er janvier 2024, Liart est catégorisée commune rurale à habitat dispersé, selon la nouvelle grille communale de densité à 7 niveaux définie par l'Insee en 2022.
Elle est située hors unité urbaine et hors attraction des villes,.

### Occupation des sols

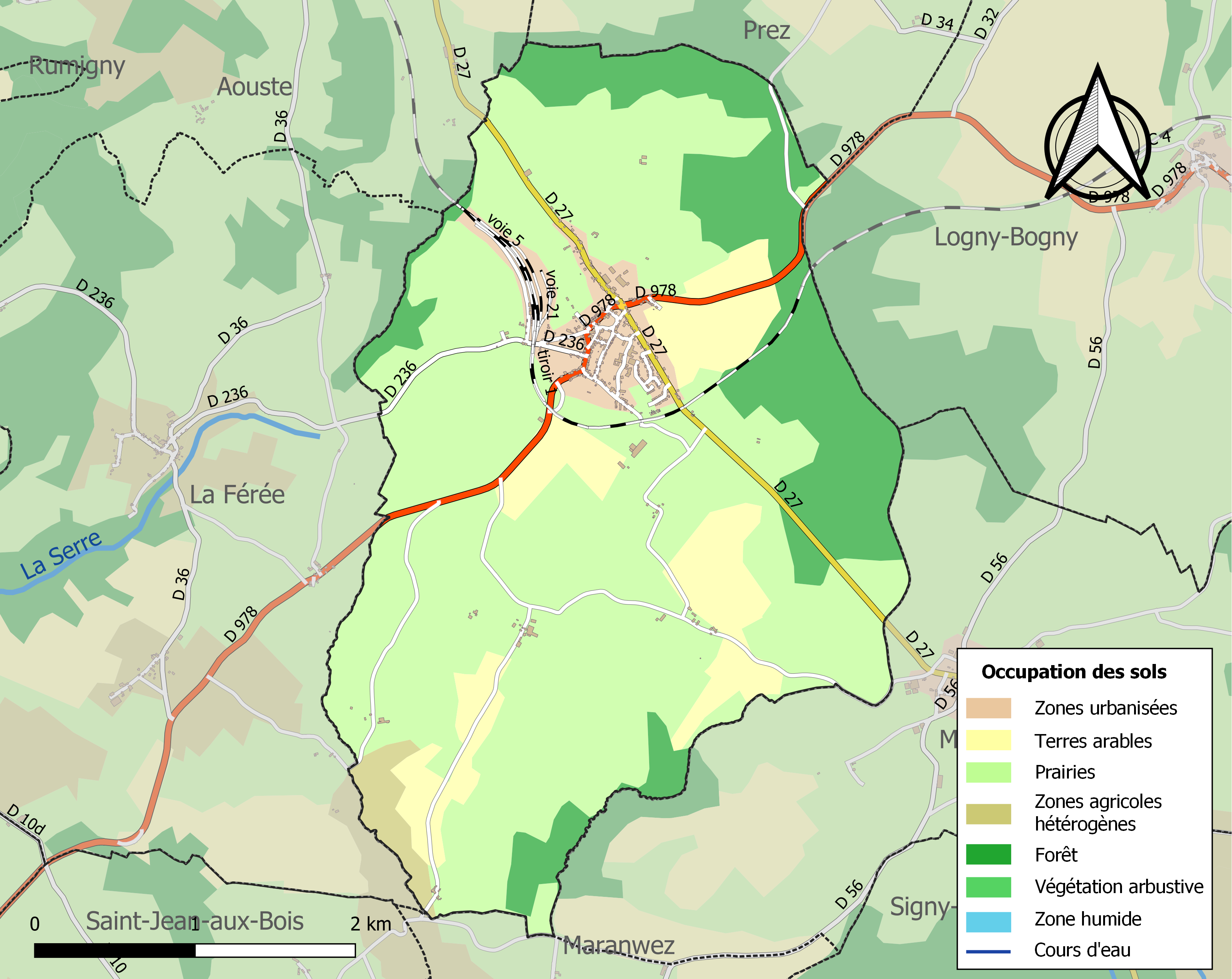
Carte des infrastructures et de l'occupation des sols de la commune en 2018 (CLC).

L'occupation des sols de la commune, telle qu'elle ressort de la base de données européenne d’occupation biophysique des sols Corine Land Cover (CLC), est marquée par l'importance des territoires agricoles (75,9 % en 2018), une proportion sensiblement équivalente à celle de 1990 (76,3 %). La répartition détaillée en 2018 est la suivante :
prairies (62,8 %), forêts (18,9 %), terres arables (11,3 %), zones urbanisées (5,3 %), zones agricoles hétérogènes (1,7 %). L'évolution de l’occupation des sols de la commune et de ses infrastructures peut être observée sur les différentes représentations cartographiques du territoire : la carte de Cassini (XVIIIe siècle), la carte d'état-major (1820-1866) et les cartes ou photos aériennes de l'IGN pour la période actuelle (1950 à aujourd'hui).

### Habitat et logement
En 2021, le nombre total de logements dans la commune était de 287, alors qu'il était de 280 en 2016 et de 268 en 2011.
Parmi ces logements, 82,6 % étaient des résidences principales, 4,3 % des résidences secondaires et 13 % des logements vacants. Ces logements étaient pour 87,8 % d'entre eux des maisons individuelles et pour 11,9 % des appartements.
Le tableau ci-dessous présente la typologie des logements à Liart en 2021 en comparaison avec celle des Ardennes et de la France entière. Une caractéristique marquante du parc de logements est ainsi une proportion de résidences secondaires et logements occasionnels (4,3 %) supérieure à celle du département (3,7 %) mais inférieure à celle de la France entière (9,7 %).
| Typologie                                               | Liart | Ardennes | France entière |
| ------------------------------------------------------- | ----- | -------- | -------------- |
| Résidences principales (en %)                           | 82,6  | 84,7     | 82,2           |
| Résidences secondaires et logements occasionnels (en %) | 4,3   | 3,7      | 9,7            |
| Logements vacants (en %)                                | 13    | 11,6     | 8,1            |

### Voies de communication et transports
La commune est desservie par l'ancienne route nationale 378 (actuelle RD 978) qui lui donne accès à Rozoy-sur-Serre et à Charleville-Mézières.

## Histoire

### Moyen Âge

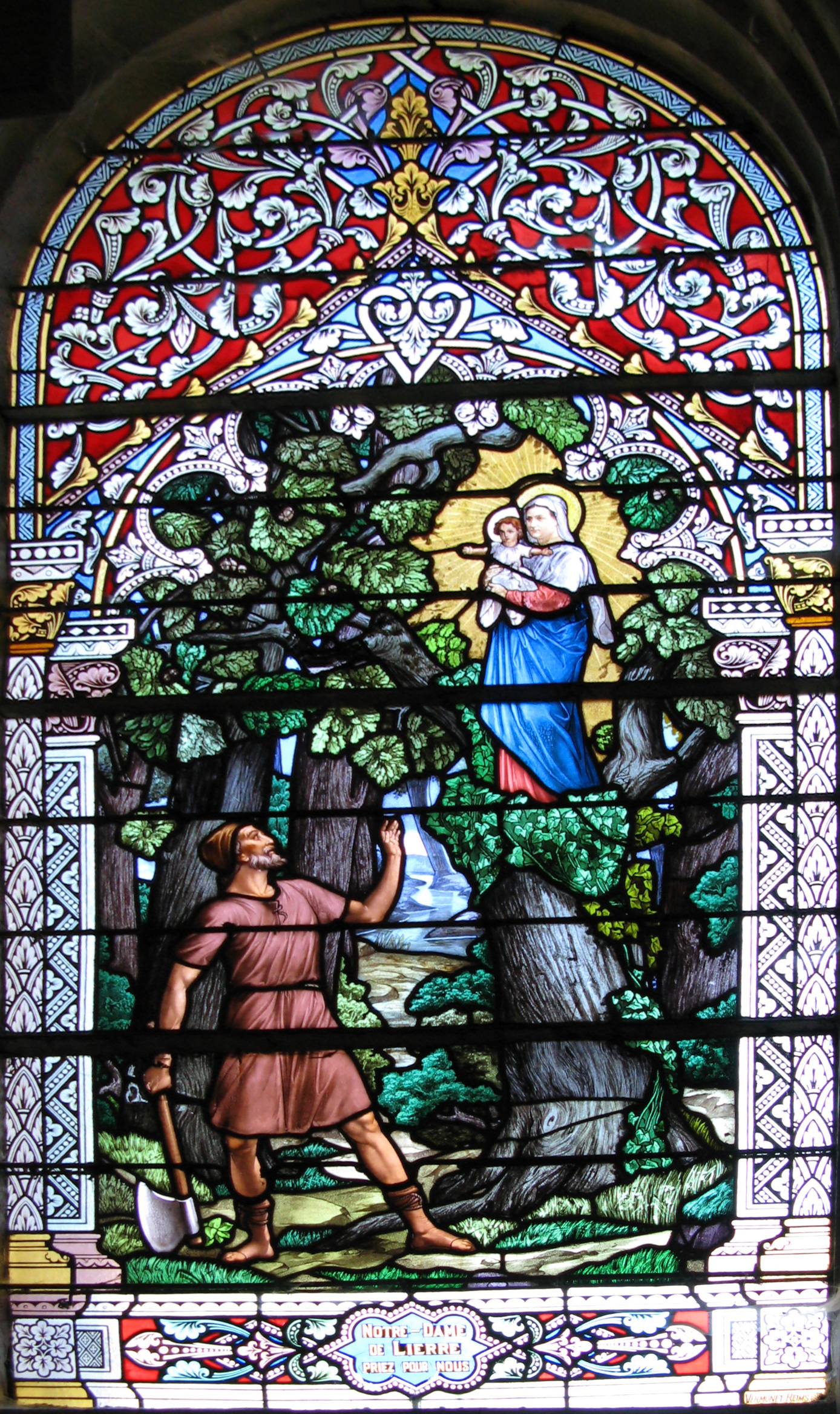
Vitrail central du chœur de l'église évoquant la légende.

Le nom du village est mentionné dès le début du XIe siècle, celui de la paroisse auXIIe siècle.
Nicolas II, seigneur de Rumigny, revient habiter l’antique castel de sa famille contrairement à ses ancêtres qui résidaient habituellement à Florennes (Belgique). Un de ses premiers soins est de rendre au prieuré Saint-Pierre de Rumigny, dont il est l’avoué ou protecteur, sa splendeur primitive. Avec Gui, abbé de Saint-Nicaise à Reims, il construit à fonds communs les villages de Liart et de Bay sur les terres de ce prieuré. Suivant l’accord conclu en 1100, le prieuré doit jouir de toute la dîme et de tous les cens, avec la moitié des revenus seigneuriaux, l’autre moitié revenant au seigneur de Rumigny.
Ajoutons que ce Nicolas II de Rumigny, prit part à la 2e croisade et qu’il a été inhumé dans l’abbaye de Bonnefontaine qu’il avait fondée en 1152 à son retour de Terre Sainte.
Une statue de la Vierge (abritée à l'origine dans un oratoire à « Notre-Dame-du-Lierre » (d'où proviendrait le nom de la commune), enlacée de lierre et trouvée par hasard dans les bois, serait à l'origine du village. Quelques cas d'apparitions mariales ont d'ailleurs été signalés à Liart au milieu du XIXe siècle, jamais explicitement reconnues par l'église.

### Temps modernes
Lors des guerres de Religion, le château est détruit à la fin du XVIe siècle par les calvinistes.

### Époque contemporaine
La gare de Liart est mise en service en 1885 par la Compagnie des chemins de fer de l'Est. Située sur la ligne d'Hirson à Amagne - Lucquy, elle devient ensuite gare de bifurcation avec la création de la ligne de Laon à Liart en 1893 et la ligne de Liart à Tournes en 1906. Le service décroit progressivement, jusqu'en 2022, où la gare reste encore desservie par des trains du réseau TER Grand Est, sur la relation de Lille-Flandres à Charleville-Mézières via Hirson (un aller-retour quotidien). La gare est fermée depuis.
Par ailleurs, la gare était le terminus d'une ligne de chemin de fer secondaire à voie métrique à l'origine, puis à voie normale après la Première Guerre mondiale, le chemin de fer de Romery à Liart exploité par la compagnie des chemins de fer départementaux de l'Aisne puis la compagnie des chemins de fer secondaires du Nord-Est. Le trafic entre Vervins et Liart cesse en 1935.

Liart au tout début du XXe siècle
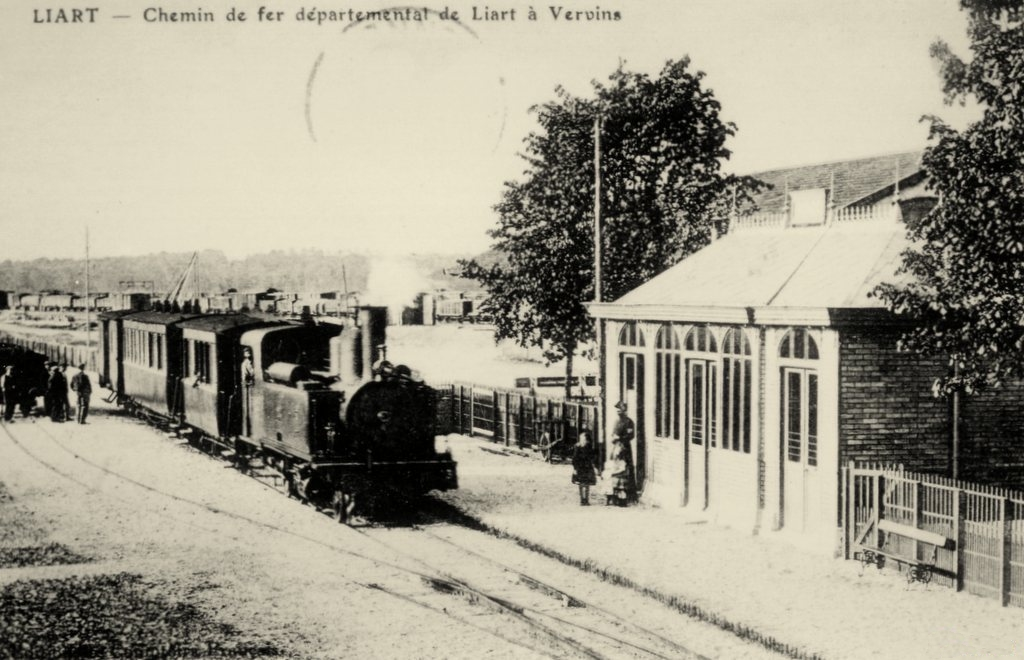
Un train de la ligne secondaire de Romery à Liart
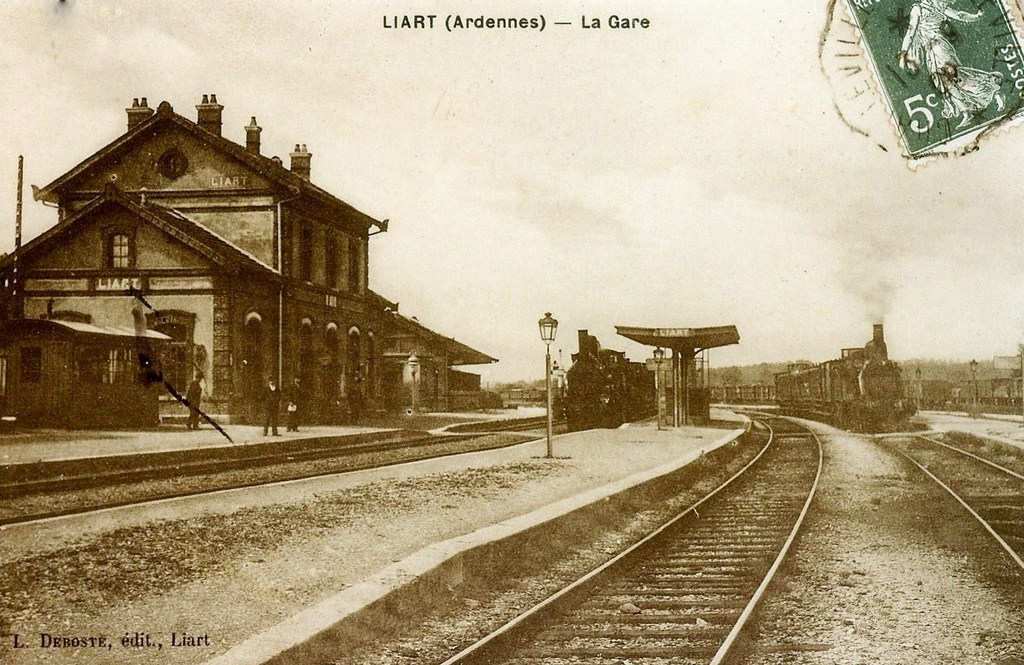
La gare de la Compagnie de l'Est.
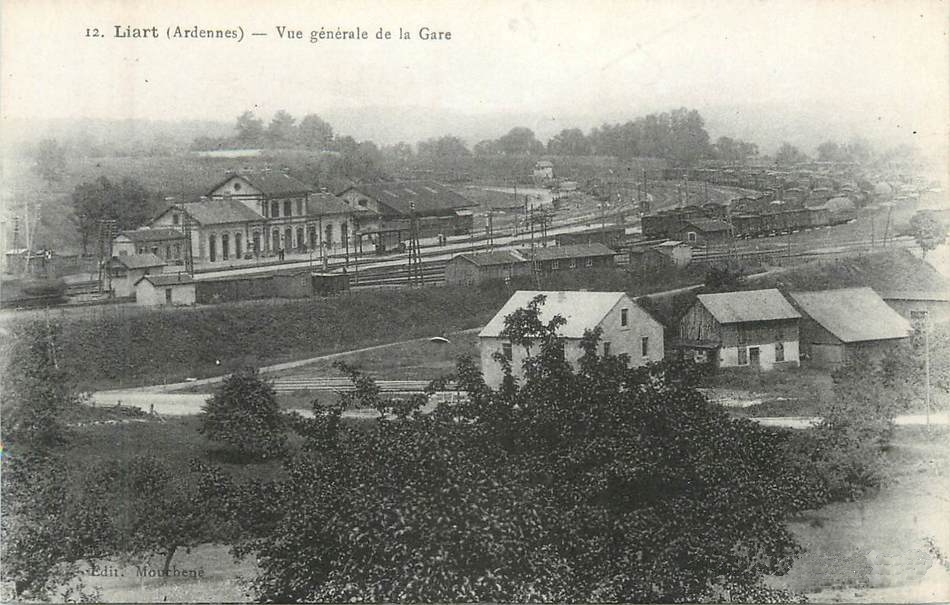
La gare vers 1920.
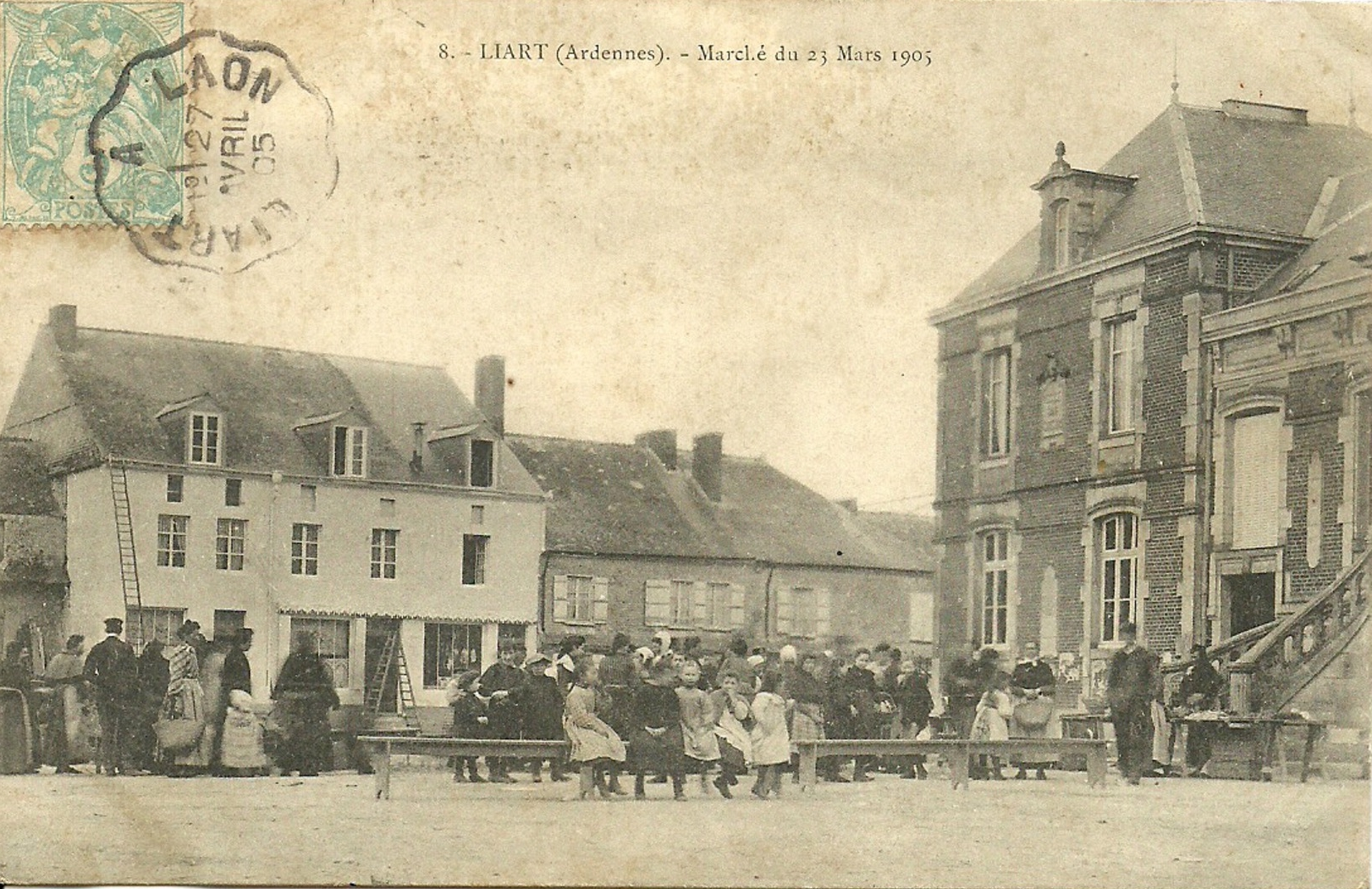
Le marché de Liart (23 mars 1905)

## Politique et administration

### Rattachements administratifs et électoraux

#### Rattachements administratifs
La commune se trouve depuis 1926 dans l'arrondissement de Charleville-Mézières du département des Ardennes.
Après avoir été de 1793 à 1801 le chef-lieu d'un fugace canton de Liart, elle faisait partie depuis lors du canton de Rumigny. Dans le cadre du redécoupage cantonal de 2014 en France, cette circonscription administrative territoriale a disparu, et le canton n'est plus qu'une circonscription électorale.

#### Rattachements électoraux
Pour les élections départementales, la commune fait partie depuis 2014 du canton de Signy-l'Abbaye.
Pour l'élection des députés, elle fait partie de la première circonscription des Ardennes.

### Intercommunalité
Liart était membre de la petite communauté de communes de la Thiérache Ardennaise, un établissement public de coopération intercommunale (EPCI) à fiscalité propre créé fin 2002 et auquel la commune avait transféré un certain nombre de ses compétences, dans les conditions déterminées par le code général des collectivités territoriales.
Conformément aux prescriptions de la loi de réforme des collectivités territoriales du 16 décembre 2010, qui a prévu le renforcement et la simplification des intercommunalités et la constitution de structures intercommunales de grande taille, celle-ci a fusionné avec sa voisine pour former, le 1er janvier 2014, la communauté de communes Ardennes Thiérache, dont est désormais membre la commune.

### Liste des maires
| Période                                  | Période                       | Identité           | Étiquette | Qualité                                          |
| ---------------------------------------- | ----------------------------- | ------------------ | --------- | ------------------------------------------------ |
| Les données manquantes sont à compléter. |                               |                    |           |                                                  |
|                                          |                               |                    |           |                                                  |
| 1775                                     | 1782                          | Rigobert Dupin     |           | Propriétaire cultivateur                         |
|                                          |                               | Pierre Béjot       |           | Quincaillier                                     |
|                                          |                               |                    |           |                                                  |
|                                          | mai 1997                      | André Bouchet      |           |                                                  |
| mai 1997                                 | 2001                          | Lucien Chaffaux    |           | Gendarme retraité                                |
| 2001                                     | mars 2008                     | Bruno Saingery     |           |                                                  |
| mars 2008                                | mai 2020                      | Fréderic Delamarre |           |                                                  |
| mai 2020                                 | décembre 2023                 | Martine Chrétien   |           | Secrétaire de mairie retraitée Morte en fonction |
| février 2024                             | En cours (au 24 février 2024) | Jacques Génon      |           |                                                  |

## Équipements et services publics

### Enseignement
- Collège multisite de Signy-le-Petit Liart

## Population et société

### Démographie
L'évolution du nombre d'habitants est connue à travers les recensements de la population effectués dans la commune depuis 1793. Pour les communes de moins de 10 000 habitants, une enquête de recensement portant sur toute la population est réalisée tous les cinq ans, les populations de référence des années intermédiaires étant quant à elles estimées par interpolation ou extrapolation. Pour la commune, le premier recensement exhaustif entrant dans le cadre du nouveau dispositif a été réalisé en 2007.

En 2022, la commune comptait 596 habitants, en évolution de +0,17 % par rapport à 2016 (Ardennes : −2,97 %, France hors Mayotte : +2,11 %).
| 1793 | 1800 | 1806 | 1821 | 1831 | 1836 | 1841 | 1846 | 1851 |
| ---- | ---- | ---- | ---- | ---- | ---- | ---- | ---- | ---- |
| 517  | 541  | 552  | 553  | 553  | 560  | 552  | 570  | 592  |

| 1866 | 1872 | 1876 | 1881 | 1886 | 1891 | 1896 | 1901 | 1906 |
| ---- | ---- | ---- | ---- | ---- | ---- | ---- | ---- | ---- |
| 571  | 565  | 567  | 560  | 630  | 687  | 680  | 721  | 751  |

| 1911 | 1921 | 1926 | 1931 | 1936 | 1946 | 1954 | 1962 | 1968 |
| ---- | ---- | ---- | ---- | ---- | ---- | ---- | ---- | ---- |
| 722  | 806  | 809  | 794  | 721  | 628  | 690  | 668  | 627  |

| 1975 | 1982 | 1990 | 1999 | 2006 | 2007 | 2012 | 2017 | 2022 |
| ---- | ---- | ---- | ---- | ---- | ---- | ---- | ---- | ---- |
| 582  | 595  | 587  | 521  | 535  | 537  | 548  | 605  | 596  |

## Culture locale et patrimoine

### Lieux et monuments
- Église Notre-Dame de Liart  Inscrit MH (1926)[27], église fortifiée des XVe et XVIe siècles.
- Hôtel de ville.
- Maison de la Thiérache.
- Monument aux morts.
- Monument de Charles Goutant.
- Sentiers de randonnée

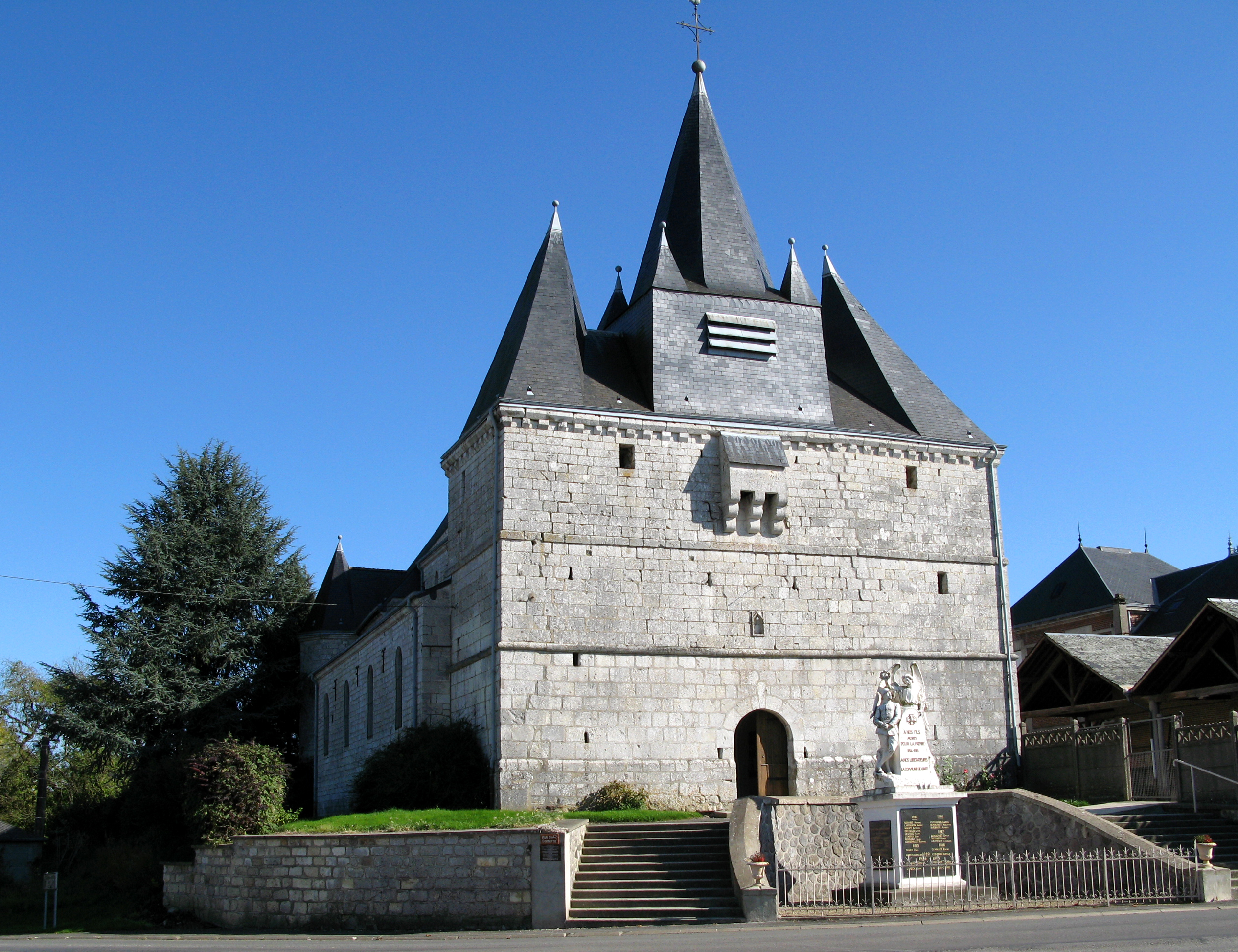
L'église fortifiée.
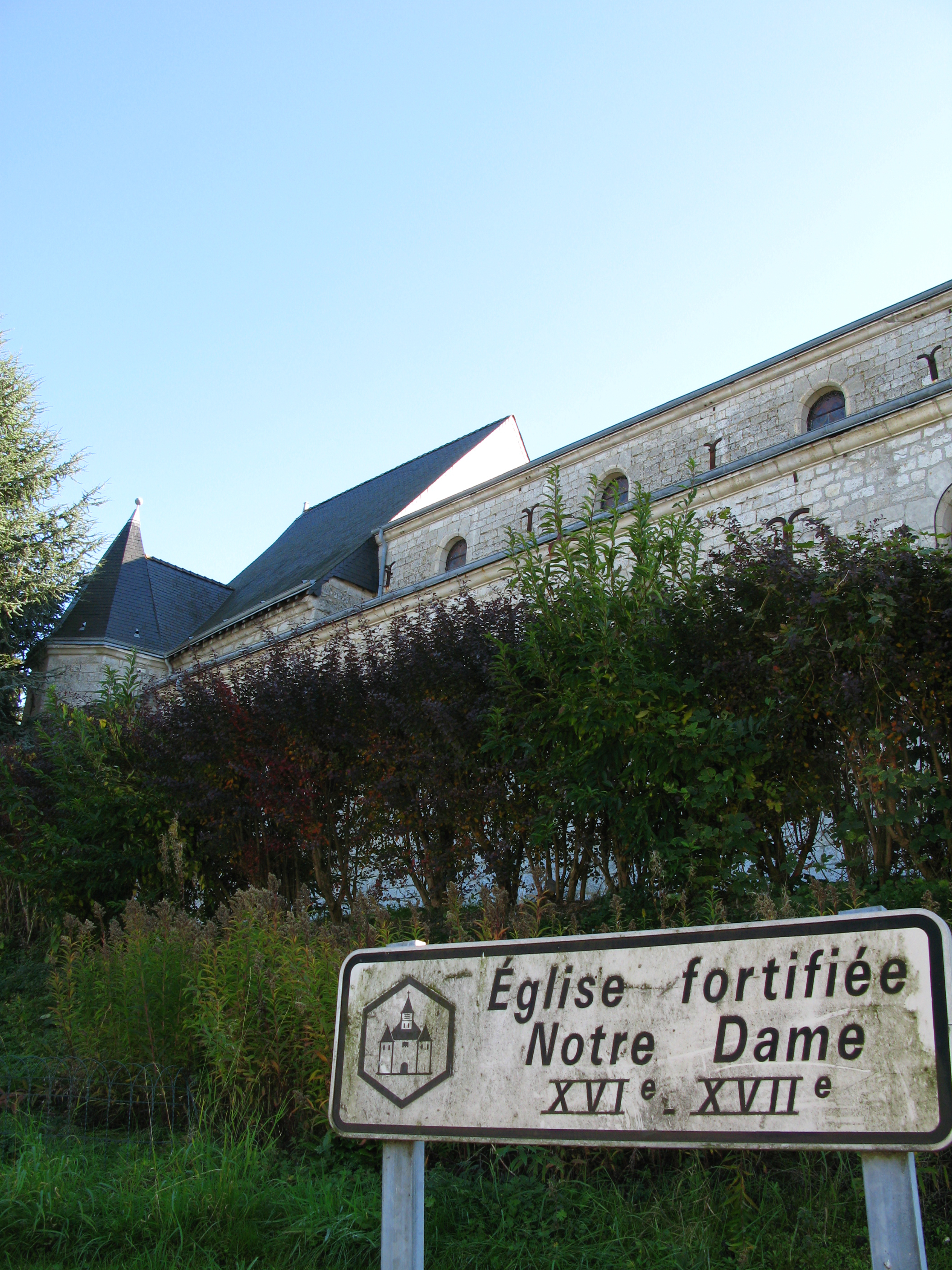
L'église fortifiée sur sa hauteur.
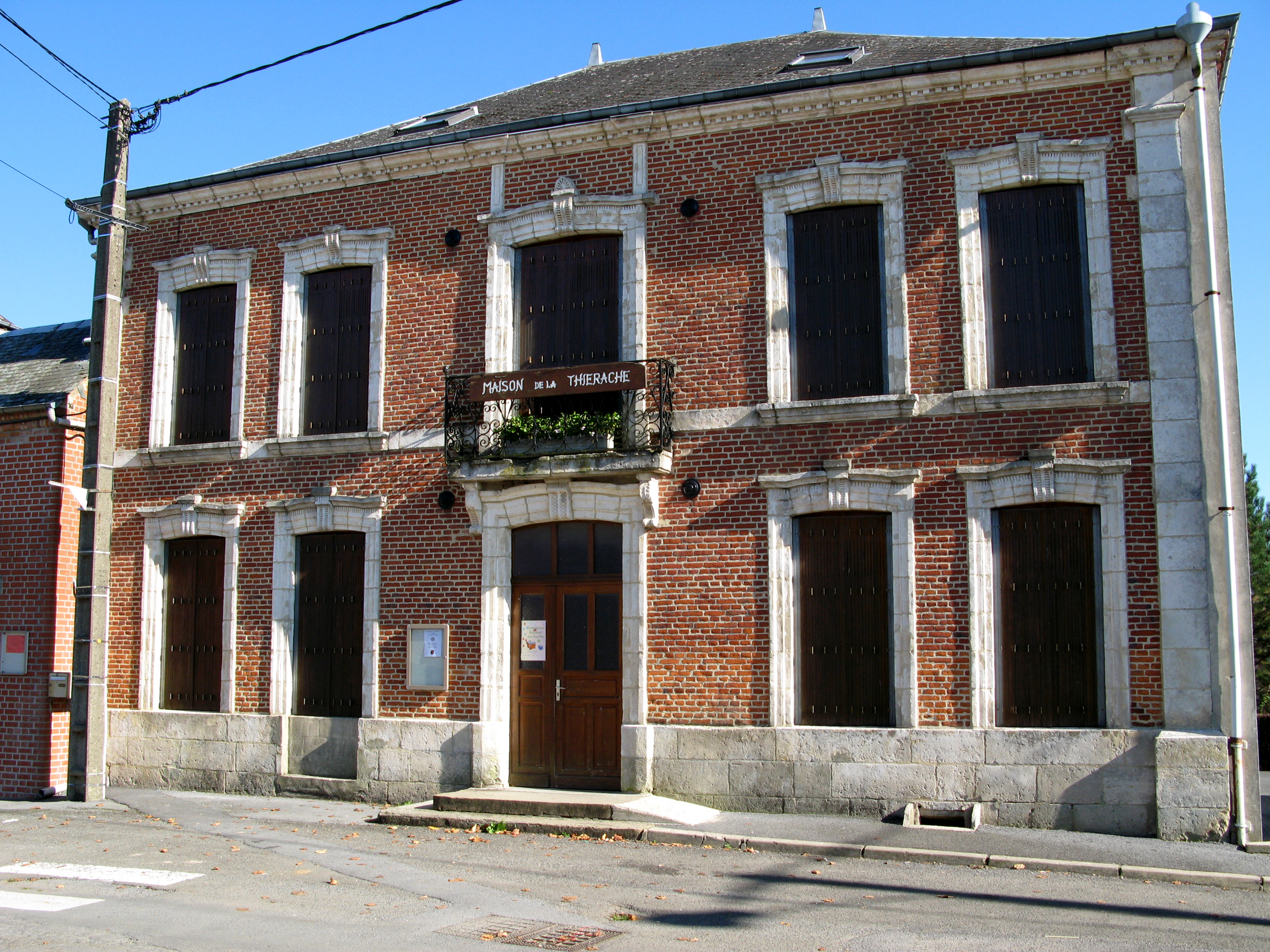
La Maison de la Thiérache.
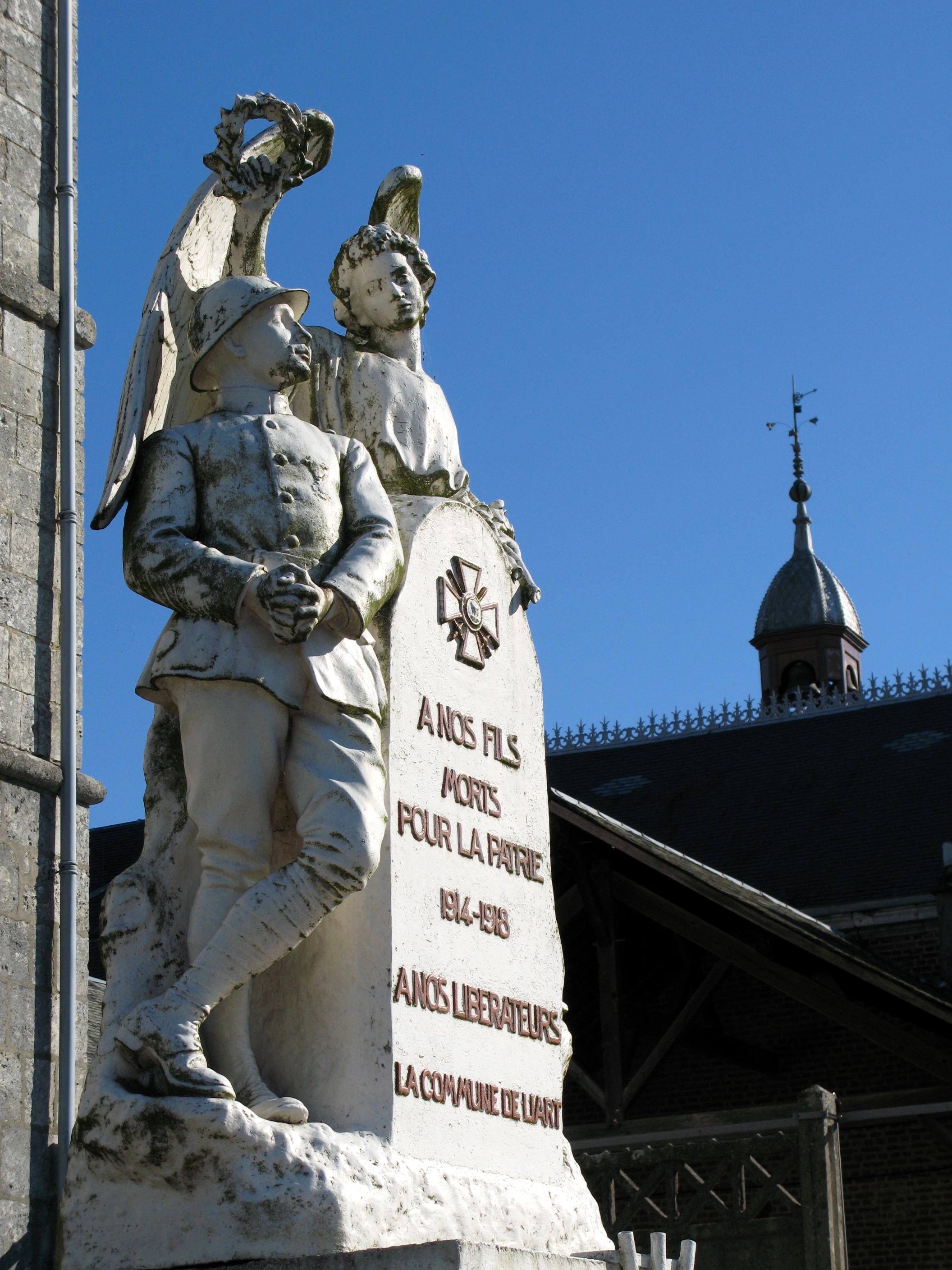
Le monument aux morts.
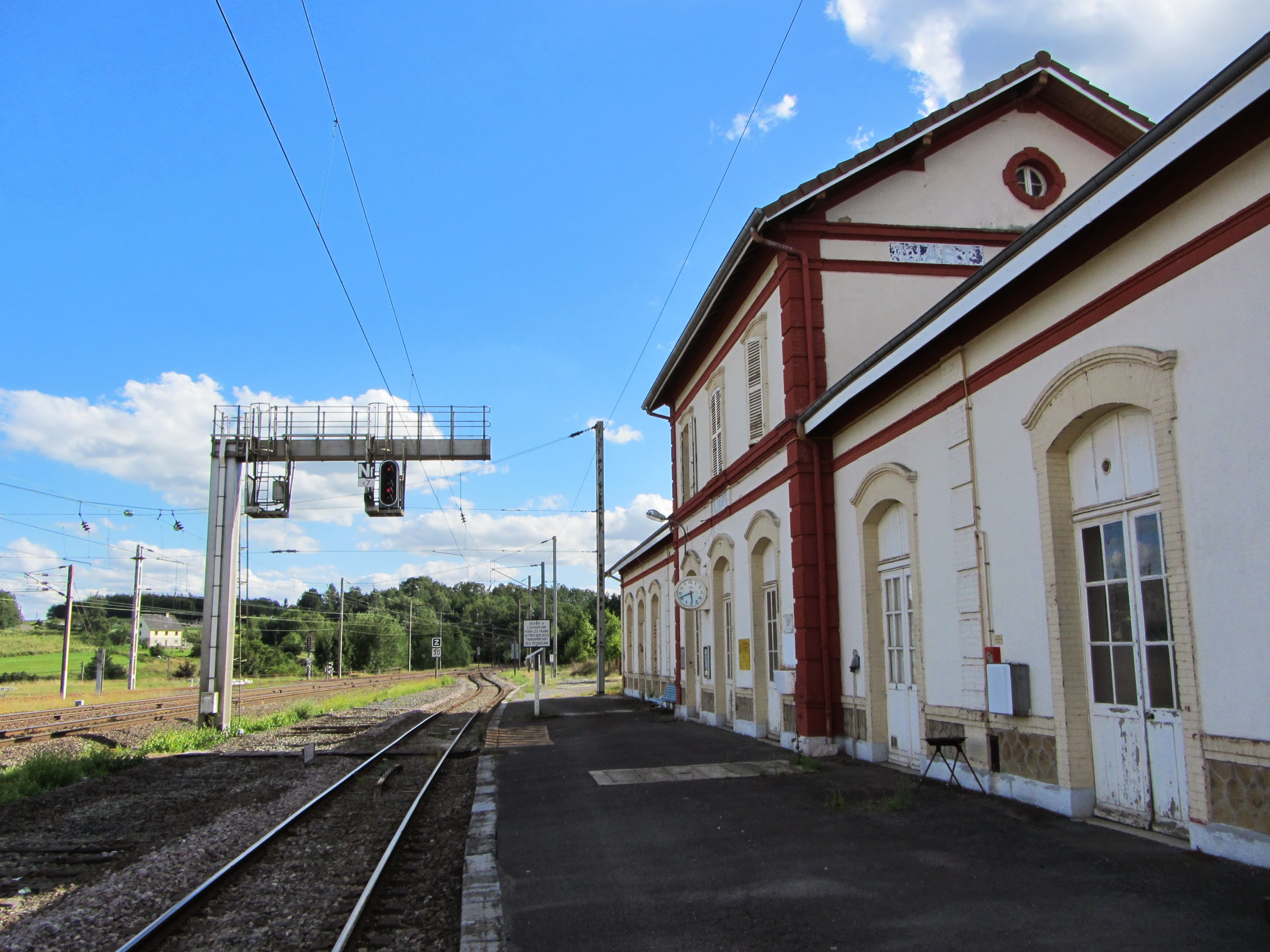
La gare en 2013.

### Personnalités liées à la commune

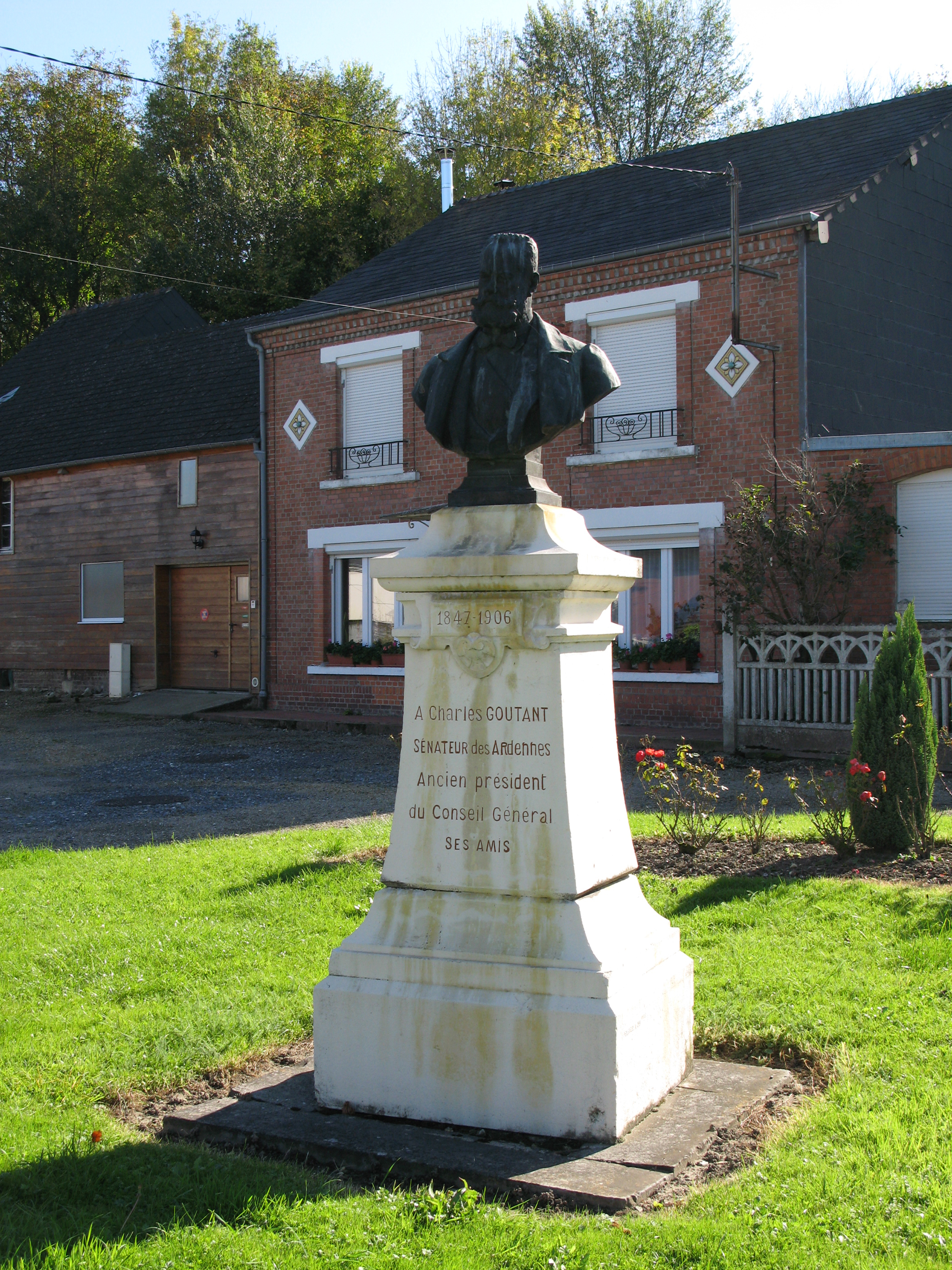
Le buste de Charles Goutant surmonte le monument érigé à sa mémoire.

- Charles Goutant (1847-1906), homme politique français, sénateur vdes Ardennes, y est né

### Héraldique
| Blason de Liart | Blason  | Coupé d’un et parti de trois : au 1er fascé d’argent et de gueules de huit pièces, au 2e d’azur semé de fleurs de lys d’or brisé en chef d’un lambel de gueules, au 3e d’argent à la croix potencée soudée cantonnée de quatre croisettes du même, au 4e d’or aux quatre pals de gueules, au 5e d’azur semé de fleurs de lys d’or à la bordure cousue de gueules, au 6e d’azur au lion contourné d’or à la queue fourchue, armé, lampassé et couronné de gueules, au 7e d’or au lion de sable armé et lampassé de gueules, au 8e d’azur semé de croisettes recroisetées au pied fiché d’or, aux deux bars adossés du même brochant sur le tout, sur le tout d’or à la bande de gueules chargée de trois alérions d’argent, au lambel de gueules brochant en chef sur le tout. |
| Blason de Liart | Détails | Le statut officiel du blason reste à déterminer. |

## Pour approfondir